# Peter II van Saint-Pol
Peter II van Saint-Pol (circa 1440 - Edingen, 25 oktober 1482) was van 1475 tot aan zijn dood graaf van Saint-Pol en Brienne en van 1476 tot aan zijn dood graaf van Marle en Soissons. Hij behoorde tot het huis Luxemburg.

## Levensloop
Peter II was de tweede zoon van graaf Lodewijk van Saint-Pol en diens eerste echtgenote Johanna, dochter van Robert van Bar, graaf van Soissons.
Nadat zijn vader in 1475 wegens hoogverraad door koning Lodewijk XI van Frankrijk werd geëxecuteerd, volgde Peter hem op als graaf van Saint-Pol en Brienne. In 1476 erfde hij na het sneuvelen van zijn oudere broer Jan in de Slag bij Murten eveneens de graafschappen Marle en Soissons.
Peter was een bondgenoot van het hertogdom Bourgondië en vanaf augustus 1477 maakte hij deel uit van het hof van hertogin Maria van Bourgondië. In 1478 werd hij benoemd tot ridder in de Orde van het Gulden Vlies.
In oktober 1482 stierf hij op 42-jarige leeftijd op zijn domeinen in Edingen.

## Huwelijk en nakomelingen
In 1464 of 1465 huwde Peter II met Margaretha (1439-1483), dochter van hertog Lodewijk van Savoye. Ze kregen vijf kinderen:
- Lodewijk, jong gestorven
- Claude, jong gestorven
- Anton, jong gestorven
- Maria (1472-1547), gravin van Saint-Pol, Marle en Soissons
- Françoise (overleden in 1523), vrouwe van Edingen, huwde in 1488 met Filips van Kleef, heer van Ravenstein